# Сан-Франческо-делла-Винья
Сан-Франческо-делла-Винья (итал. Chiesa di San Francesco della Vigna) — «Церковь Св. Франциска в винограднике». Расположена в Венеции на площади Кампо-Сан-Франческо-делла-Винья в сестиере (районе) Кастелло.
Название церкви произошло от виноградника, на месте которого в XIII веке была построена небольшая церковь. Современное здание строилось для монашеской общины францисканцев архитектором Якопо Сансовино с 1534 года и было завершено в 1554 году. Десять лет спустя, в 1564 году возведение нового фасада было поручено Андреа Палладио. Фасад церкви представляет собой характерный памятник архитектуры венецианского Возрождения.

## История
Приход Сан-Франческо-делла-Винья (основанный в 1810 году после слияния с близлежащими Санта-Джустина, Санта-Тернита и Сант-Антонино) обязан своим названием тому факту, что изначально место, где он находится, было засажено виноградниками, самыми большими и плодородными во всей округе. Рядом с этими виноградниками стояла небольшая и скромная церковь, посвященная Святому Марку, потому что, по преданию того времени, именно здесь поселился евангелист, застигнутый бурей на море, и вскоре после этого ему явился ангел, приветствуя его пророческими словами «Мир тебе, Марк, мой Евангелист» (лат. Pax tibi Marce Evangelista meus в знак будущего основания города Венеция.
После смерти Марко Дзани, графа Арбе, владевшего этими землями, завещанием от 25 июня 1253 года виноградники и церковь отошли младшим монахам, или монахам-проповедникам цистерцианского ордена. Монастырь постепенно расширяли, и было решено построить новую церковь, оставив нетронутой ранее построенную, и посвятить её Святому Марку. Но и она со временем обветшала. 15 августа 1534 года дожем Андреа Гритти была заложена новая церковь по проекту архитектора Якопо Сансовино.
После постановлений Тридентского собора (1545—1563) требования к архитектуре церквей изменились, в том числе и в Венеции, поэтому был выбран новый проект, представленный Андреа Палладио в 1562 году. Окончательно завершённая церковь была освящена 2 августа 1582 года Джулио Суперкьо, епископом Каорле.

## Архитектура
Церковь была спроектирована Сансовино в строгом стиле эпохи Возрождения по совету францисканского монаха Фра Франческо Дзорци. Монах обосновывал размеры различных частей здания числом три, восходящем к Пресвятой Троице: неф должен быть девять шагов в ширину и 27 шагов в длину, каждая боковая капелла — три шага в ширину. Однако беломраморный фасад (1564—1570) был придуман Андреа Палладио. Считается, что патриций Даниэле Барбаро, друг и единомышленник архитектора, способствовал передаче работ от Сансовино к Палладио в 1562 году, убедив в правильности такого решения епископа и патриарха Аквилеи Джованни Гримани.
Палладио новаторски решил композицию главного фасада церкви, оформленного колоннами коринфского ордера. Все они подняты на высокий цоколь, но четыре центральных выше и большего диаметра, чем малые колонны, обозначающие боковые компартименты (приделы) внутри храма. Боковые колонны поддерживают полуфронтоны, повторяющие угол центрального полного фронтона. Над центральным порталом находится полукруглое термальное окно. В арочных нишах по сторонам установлены бронзовые статуи Святого Павла и Моисея, созданные Тициано Аспетти (1592).
На тимпане фронтона помещён рельеф: орёл разворачивает знамя с латинской надписью «Будет обновлён» (Renovabitur). Ниже на фризе помещена надпись также на латыни: «Бог, строитель и восстановитель обоих храмов» (Deo utriusque templi aedificatori ac reparatori). На четырёх мраморных досках написано: Ac cede ad hoc / ne deserasspirituale / non sine iugi externali /interiorique bello (Войди сюда / не покидая духа / не отрываясь от внешнего мира / и делая свой внутренний мир красивым).

## Интерьер
Интерьер церкви имеет простоту и строгость, подобающую францисканской церкви. Палладио мастерски решил задачу соединения центрального нефа с проходами в боковые капеллы. Церковь с планом в виде латинского креста согласно канонам Тридентского собора имеет большой центральный неф с пятью капеллами по каждой стороне, которые действуют как боковые проходы. Капеллы закрыты спереди мраморной балюстрадой и приподняты над поверхностью главного нефа с помощью трёх ступеней, образуя, таким образом, сепулькральное (погребальное) пространство семей, сформировавших фонд для строительства храма. Каждая капелла была продана за 200—350 дукатов жертвователям, предоставившим необходимые средства на строительство, и получившим право разместить в капелле свой герб и хоронить там членов своей семьи. За право быть похороненным на полу алтаря перед главным алтарем дож Андреа Гритти заплатил 1000 дукатов.
Пилястры разделяющих капеллы аркад расположены на высоких цоколях. Полукружия аркад зрительно рифмуются с такими же арками средокрестия и апсиды. Ордерные элементы выделены серым известняком «pietra serena» на фоне белёных стен, что придаёт интерьеру церкви одновременно строгость и торжественность. Хор, который в прошлом занимали монахи во время служб, ныне находится за алтарем.
- Каналетто. Площадь и церковь Сан-Франческо-делла-Винья. 1740-е гг. Холст, масло. Частное собрание
- Фасад церкви. Проект А. Палладио. 1564. Чертёж О. Бертотти-Скамоцци. 1783
- Главный фасад
- Кампанила
- Неф церкви
- Кьостро (внутренний двор)

## Капеллы церкви и произведения искусства
В приделах церкви хранятся шедевры, которые были созданы для этой церкви или перенесены в основном в XIX веке из закрывающихся церквей, ораториев и монастырей. Они принадлежат некоторым из самых известных аристократических семей Венеции. В интерьере имеются алебастровая скульптура Святого Людовика Тулузского и готическая картина начала XV века с изображением «Мадонны Смирения». На контрфасаде справа изображена Мадонна с Младенцем, полихромный византийский рельеф XII века, а слева — триптих Антонио Виварини с изображением святых Иеронима, Бернардино Сиенского и Людовика Тулузского.
Капелла Гримани (первая в левом проходе) украшена фресками Баттисты Франко (1555), а также фресками и алтарем Федерико Цуккаро. В Капелле Сагредо, также расположенной по левой стороне нефа, находятся статуя блаженного Герардо Сагредо работы Андреа Коминелли и другие скульптуры Антонио Гая.
Первая капелла справа, посвящена семье Брагадинов и покровительствуемой им святой Екатерине Александрийской. Капелла была приобретена в 1537 году Джироламо Брагадином, прокуратором Сан-Марко. Далее расположена капелла Бадоер-Суриан, или капелла Непорочного зачатия, посвящённая Мадонне в 1535 году Пьеро Бадоером, также прокуратором Сан-Марко. Капелла содержит гробницы семьи Суриан, картины Дж. Б. Питтони, Никола Грасси и Анджело Тревизани. В капелле Контарини-далла-Порта находится алебастровая статуя Святого Людовика Тулузского и картина Пальмы иль Джоване с изображением Мадонны во Славе со святыми (1628). В Капелле Малипьеро-Бадоер находится картина Паоло Веронезе «Воскресение Христа» (1560). В капелле Барбаро — алтарная картина Дж. Б. Франко «Крещение Христа» (1555). Церковь хранит и многие другие произведения искусства: статуи, рельефы, алтарные картины.
- Мадонна с Младенцем. XII век. Рельеф, роспись
- Святые Иероним, Бернардин Сиенский и Людовик Тулузский. Триптих А. Виварини. 1440-е гг.
- Капелла Сагредо
- Дж. Беллини. Мадонна со святыми. 1507. Холст, масло
- Пальма иль Джоване. Мадонна во Славе и святые. 1628. Холст, масло
- П. Веронезе. Воскресение Христа. 1560. Холст, масло
- Дж. Б. Франко. Крещение Христа. 1555. Холст, масло
- Дж. Б. Питтони. Жертвоприношение Исаака. Ок. 1720 г. Холст, масло
- Н. Грасси. Самаритянка у колодца. Между 1715 и 1720 гг. Холст, масло
- А. Тревизани. Исцеление слепорождённого. Ок. 1715 г. Холст, масло